# 市场街道 (沧州市)
市场街道，是中华人民共和国河北省沧州市运河区下辖的一个乡镇级行政单位。

## 行政区划
市场街道下辖以下地区：
市场街社区、顺河社区和文庙社区。